# Naučná stezka Hradní okruh
Naučná stezka Hradní stezka je naučná stezka v Boskovicích. Nejedná se o klasickou naučnou stezku, neboť na své trase nemá žádné zastavení. Turisté se zde orientují turistickými značkami v červené a modré barvě, případně průvodcem vydaným v roce 2003 Klubem přátel Boskovic.

## Průběh trasy
Stezka začíná na Masarykově náměstí, odkud vychází Hradní ulicí okolo barokní Rezidence (rodný dům Karla Absolona), která dnes slouží jako Muzeum Boskovicka. Vpravo pak míjí bývalý klášter a před vstupem do zámeckého parku také Žižkovu lípu. Tady je možné si u bývalé oranžérie udělat odbočku do parku. Trasa však pokračuje okolo zámku, nad letním kinem, jižním úbočím Pilského údolí. Jedním ze „zastavení“ je zde altánek s rozhledem na východní část Boskovic a na část Drahanské vrchoviny. Trasa naučné stezky posléze míjí zříceninu hradu a lokalitou Bašta klesá k bývalému lomu, zv. Červená skalka, až k Černému mostu, kde se proti proudu Bělé vrací Pilským údolím do Boskovic. Tady dříve stávala trojice mlýnů (Puklův, Pirochtův a Dvořáčkův) s vlastními rybníky. Ty se do současnosti nedochovaly, ale v údolí najdeme dvojici jiných (horní a spodní), přičemž u toho spodního stojí bývalá myslivna. Dále tu pak stávaly dvě hájovny a hospodářský dvůr, dodnes částečně zachovalý. Posléze chvíli vede ulicí Podhradí a po svahu okolo letního kina zpět na ulici Hradní a Masarykovo náměstí. Celá délka trasy je cca 6,2 km.